# Nomada rugicollis
Nomada rugicollis är en biart som beskrevs av Heinrich Friese 1917. Nomada rugicollis ingår i släktet gökbin, och familjen långtungebin. Utöver nominatformen finns också underarten N. r. rugicollis.